# Риболов мушичарењем
Риболов мушичарењем
Ни један начин риболова нема толико дугу историју ни толико различитих, опречних мишљења као што је мушичарење. За постојбину мушичарења сматра се Енглеска, где је ова „вештина“ била популарна међу вишим слојем становништва још пре више од 100 година. У нашим крајевима мушичарење је претежно заступљено у вишим пределима, богатим брзим планинским речицама, а ређе се примењује на већим равничарским рекама.
Данас мушичарење уз вараличарење привлачи велики број младих људи јер представља један од најспортскијих и најатрактивнијих начина лова рибе.
Риболов мушичарењем је доста скуп, због мале заступљености прибора код нас, али у последње време се могу наћи и јефтиније могућности за набавку прибора. Прибор за мушичарење мора бити пажљиво одабран, и сви његови делови морају бити у складу, како би могли правилно забацивати.
Мушичарска опрема се састоји од штапа, чекрка, струне, и предвеза за мушицу.

## Мушичарски штапови
Мушичарски штапови се израђују од неколико врста материјала: од бамбуса, од фибергласа и од графита. Заједничка својства све три супстанце, па самим тим и штапова јесте велика отпорност и чврстоћа, уз изузетну савитљивост. Штапови имају ознаке масе, 1-15 (бројеви 1-5 су за лаки риболов мушичарењем, 6-8 за средњи, а већи од 9 за тешко мушичарење), а на себи могу имати и ознаку струне, која је најбоља за комбиновање са њима.
Акција мушичарског штапа дели се на брзу средњу и спору акцију. Брза прдставља савитљивост у горњој половини штапа, а спора ревномерну савитљивост целог штапа.
При избору дужине штапа водите рачуна о местима на којима ћете њиме пецати. Краћи штапови бољи су за тешко приступачна места и за мање речице, док су дужи погодни за даље избачаје али се не могу користити на неприступачним теренима.

## Чекрк
Чекрк за мушичарење нема неки посебни значај, и намењен је складиштењу, тј чувању вишка струне. На њега се намотава вишак струне коју привлачимо руком. Две битне карактеристике чекрка су врста, односно маса струне за коју су намењени, и капацитет струне који могу да приме.

## Струна
Струна за мушичарење је део који се највише разликује од осталих врста риболова, и који управо омогућава забацивање изузетно лаганих мушица на задовољавајућу дистанцу. Струне се деле на пливајуће, тонуће и неутралне, или лагано тонуће. Маса струне увек се бира према ознакама на штапу како не би било компликација при избачајима. И, на крају, још једна битна карактеристика струне јесте распоред масе на њој. Ту најчешће разликујемо: равномерно распоређену масу (цела струна је истог пречника), масу напред (неколико почетних метара струне је дебље и теже од остатка што омогућује лакши избачај (екстремни случај ове струне је „летећа глава")) и двоструко конусну струну (у средњем делу је задебљана и отежана а ка крајевима се постепено сужава).

## Предвез
Предвез представља последњи део прибора за мушичарење. Предвез се састоји из три дела: носивог, преносног и завршног (носиви део би требало да је дугачак колико друга два заједно). Носећи део се везује директно за струну, и то је обично најлон дебљине око 0,5 мм, на њега иде преносни део, који се састоји од више краћих делова најлона који се постепено стањују и на крају везују на завршни део, танак најлон (око 0 ,15 мм) на који је везана мушица. Комплетан предвез нам омогућава постепено смањивање брзине избачаја од штапа и струне па до мушице која треба лагано да падне на воду.